# Zion's Hill
Zion's Hill también conocida por su antiguo nombre Hell's Gate (o Puerta del infierno), es una ciudad en la isla caribeña de Saba una dependencia de los Países Bajos en las Antillas.
Es la primera ciudad a la que se llega después de salir del aeropuerto Juancho E. Yrausquin, que se dice el "aeropuerto comercial más pequeño del mundo".
La localidad fue nombrado oficialmente "la colina de Sión" o Zion's Hill después de las quejas de la iglesia local que forzaron al gobierno de la Isla a cambiar el nombre. Sin embargo, el nombre anterior sigue siendo utilizado por muchas locales y turistas que visitan el territorio hoy .  Allí también se encuentra la Iglesia del Santo Rosario , una estructura de piedra construida en 1962, así como un centro comunitario donde los visitantes pueden comprar encajes de fabricación local, también llamado encaje español, y Saba Spice, un ron especiado de producción local y muy potente.
El pueblo esta a de unos 1.000 pies sobre el nivel del mar.